# Žitorađa
Žitorađa (en serbe en écriture cyrillique : Житорађа) est une localité et une municipalité de Serbie situées dans le district de Toplica. Au recensement de 2011, la localité comptait 3 365 habitants et la municipalité dont elle est le centre 16 272.

## Géographie
La municipalité de Žitorađa est située au sud de la Serbie. La localité se trouve à 35 km au sud-ouest de Niš, l'un des plus importants centres administratif, économique, culturel et politique politiques du pays.

## Histoire
Les premières données sur Žitorađa remontent au IVe siècle. De cette époque date l'Église latine, près de Žitorađza. En 1877, après plusieurs siècles de présence ottomane, Žitorađa fit partie de la principauté de Serbie.

## Localités de la municipalité de Žitorađa

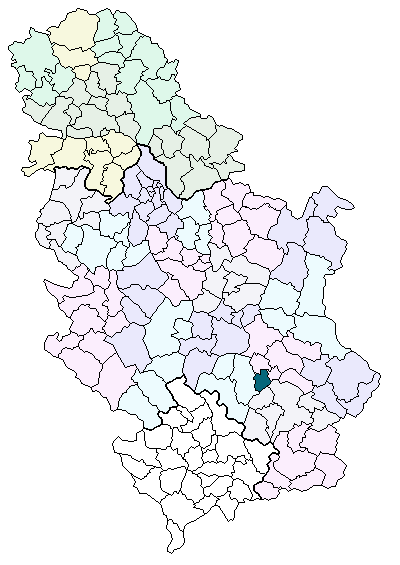
Localisation de la municipalité de Žitorađa en Serbie

La municipalité de Žitorađa compte 30 localités :
| - Asanovac - Badnjevac - Vlahovo - Voljčince - Glašince - Gornje Crnatovo - Gornji Drenovac - Grudaš - Debeli Lug - Donje Crnatovo | - Donji Drenovac - Držanovac - Dubovo - Đakus - Žitorađa - Zladovac - Izvor - Jasenica - Kare - Konjarnik | - Lukomir - Novo Momčilovo - Pejkovac - Podina - Rečica - Samarinovac - Stara Božurna - Staro Momčilovo - Studenac - Toponica |

Toutes les localités, y compris Žitorađa, sont officiellement classées parmi les « villages » (село/selo) de Serbie.

## Démographie

### Localité

#### Évolution historique de la population dans la localité
| 1948  | 1953  | 1961  | 1971  | 1981  | 1991  | 2002  | 2011  |
| ----- | ----- | ----- | ----- | ----- | ----- | ----- | ----- |
| 2 442 | 2 464 | 2 618 | 2 849 | 3 270 | 3 503 | 3 543 | 3 365 |

### Municipalité

#### Évolution historique de la population dans la municipalité
| 1948   | 1953   | 1961   | 1971   | 1981   | 1991   | 2002   | 2011   |
| ------ | ------ | ------ | ------ | ------ | ------ | ------ | ------ |
| 21 250 | 22 427 | 22 071 | 21 224 | 20 710 | 19 545 | 18 207 | 16 272 |

## Politique
À la suite des élections locales serbes de 2008, les 31 sièges de l'assemblée municipale de Žitorađa se répartissaient de la manière suivante :
| Parti                                   | Sièges |
| --------------------------------------- | ------ |
| Parti démocratique                      | 9      |
| Nouvelle Serbie                         | 8      |
| Parti radical serbe                     | 7      |
| Liste « Pour travailler et construire » | 3      |
| Parti démocratique de Serbie            | 2      |
| G17 Plus                                | 2      |

Dobrivoje Mitić, qui dirigeait la liste Pour travailler et construire, a été élu président (maire) de la municipalité, succédant ainsi à Miodrag Petrović, membre du parti Parti démocratique du président Boris Tadić ; il conduisait la coalition Parti radical serbe, Nouvelle Serbie et Parti démocratique.

## Personnalités
- Svetlana Ražnatović, dite Ceca, est née à Žitorađa ; elle est une des chanteuses les plus célèbres de Serbie.
- Ivica Dačić, homme politique serbe, chef du Parti socialiste de Serbie